# 我和我的兄弟·恩
《我和我的兄弟·恩》（英語：I, My Brother），是一部台灣偶像劇，由S100娛樂製作，集合了台灣和馬來西亞多位新生代演員吳映潔（鬼鬼）和東于哲擔任要角，加上資深的台灣女藝人陳淑芳，呈現了一部描述兄弟情為主線，友情、愛情為副線的全新偶像劇。此劇經過籌備多時後，終於在台灣實景拍攝。此劇主要取景於台灣台北市和高雄市。於2011年1月8日在馬來西亞Astro家娛頻道播出。

## 劇情大綱
“如果還有下輩子 ...我還是願意再當你的兄弟 ”
《我和我的兄弟恩》講述一個單純小鎮的19歲少年李大惠（陳澤耀 飾），面對逆境的成長過程，貧窮的家境，加上擁有一個20歲，但智商只有10歲的哥哥李大恩（郭曉東 飾），失去雙親的依靠，自小由阿嬤照顧，與青梅竹馬盧薇薇（鬼鬼 飾）擁有一段純純愛情的經歷，奈何上天弄人而導致兩人最後空留遺憾；另外，劇中李大惠也反映時下年輕人，同樣受到社會不良價值觀的影響，人性的考驗，以及生離死別的衝擊，繼而激發了自己。《我和我的兄弟恩》除了講述兩兄弟的感情故事，也集合親情，友情，愛情的溫情偶像劇。 

## 演員

### 主要演員
| 演員            | 角色           | 關係/介紹 |
| 吳映潔 （鬼鬼） | 盧薇薇         | 盧大林獨生女 與大恩、大惠青梅竹馬 喜歡大惠 後與爸、媽、表哥到英國 「溫馨便當店」老闆盧大林的獨生女。說話直來直往、善良真誠、處事有原則、不拘小節，明明是個女孩，卻有著男孩子的舉止行為，是個熱愛音樂的女孩，最大的夢想是當一名出色的音樂家。 |
| 陳淑芳          | 阿青嬤         | 大恩的阿嬤 收養了大惠 刻苦耐勞的傳統婦人，個性剛烈，教導孩子嚴厲。丈夫兒子早死，獨力撫養弱智孫兒大恩，還收留了大惠。雖然命運坎坷，卻從來不埋怨，別人視為負擔，她卻認為撫養的兩個小孩是上天給她的禮物，所以為兩人取名 “ 恩。惠 ” 。 |
|                 | 李大恩         | 大惠無血緣的哥哥 輕度弱智 患有腦癌末期 性格單純，善良樂觀，味覺靈敏，善於調配醬汁，擁有少年外表，卻只有十歲心智的大男孩。在他的心裡，有著自己創造出的異想世界，弟弟大惠和奶奶是他這輩子最重要也最需要的人。 |
|                 | 李大惠 謝大惠  | 大恩無血緣的弟弟 家豪同父異母的弟弟 溫馨便當店的員工 喜歡名模潔西卡 大恩的弟弟。活潑開朗，懂事貼心的陽光大男孩。把保護智能不足的哥哥和養育自己的奶奶，當作自己一輩子最重要的任務。在青梅竹馬薇薇家開的「溫馨便當店」打工貼補家用。對於男孩子個性的薇薇，大惠一直把她當妹妹看待，因為在他的心中只有完美女神名模潔西卡才是自己的真愛...最后和Tiffany在一起。 |
| 胡宇威          | Dennis         | 家庭富裕的白馬王子 薇薇表哥 追求薇薇 後來同薇薇、薇媽、薇爸到英國 外表斯文、才華橫溢、溫柔體貼，是典型的白馬王子，家境富裕的他是薇爸薇媽心目中理想女婿。從英國遊學回來度假的 Dennis ，與多年不見的薇薇重聚後，竟漸漸被薇薇直來直往、不拘小節的性格吸引，因此展開追求。                                                                                     |
| 周晓涵          | Tiffany 芬妮   | 國豪集團員工 喜歡李大惠 國泰集團的職員，個性迷糊、記性不好、古道熱腸、勇敢堅毅。常犯錯的她常常將對不起、抱歉掛在嘴邊，雖然能力有限，但卻勇於面對錯誤，從不輕易說放棄，是大惠在臺北唯一能相信的人。 最后和大惠在一起。 |
| 鄒承恩          | 謝家豪         | 大惠同父異母的哥哥 國豪集團接班人 大惠同父異母的哥哥，國泰集團接班人。因父親對母親感情不忠，而變得玩世不恭，倔強、狂妄自大，只以自我為中心，對於父親國泰有著又愛又恨的心態，一直活在憎恨的世界裡。 |
| 鍾欣怡          | Jessica 潔西卡 | 當紅名模 深愛謝家豪 當紅名模，個性有些驕縱，孩子氣重。美麗、自信、充滿魅力的她在鎂光燈下是個萬人崇拜的女神，但私底下卻是個願意為情犧牲一切的小女人。謝家豪是她最愛的男人，願意為其做任何事情，只為得到那小小的關心與在乎。 |

### 其他演員
| 演員   | 角色   | 介紹 |
| 艾成   | 記者   | 八卦記者 |
| 管瑾宗 | 謝國泰 | 國豪集團董事長 |
| 應采靈 | 戴明香 | 大惠的親生母親 個性溫柔，不喜爭鬥，為了愛情，將自己的一生全用來守候今生摯愛謝國泰，為了國泰的名譽及輿論壓力，她只能將大惠棄養高雄。多年後的一場學校籌募活動，因為一枚護身符，竟將明香與親生兒子大惠的命運之線重新連結在一塊，為了彌補自己的失責，明香決定與大惠相認 ...... 。 |
| 葉民志 | 盧大林 | 符小妹的丈夫 薇薇的父親 「溫馨便當店」的老闆 |
| 謝麗金 | 符小妹 | 盧大林之妻子 薇薇的母親 「溫馨便當店」的老闆娘 |
| 林健輝 | 健輝   | 大惠和薇薇的好友 |
| 郭書瑤 | 社工   | 麵包店員工 |
| 溫嵐   | Landy  | 電臺女DJ Dennis前女友 |
| 王宇婕 |        | 大恩的親生母親 |
| 那維勛 | 鵬大海 | 航海員 一個四處漂泊的海員。因為家人的早逝，使得他的個性變得沉默、憂鬱，因此決定一輩子以海為家。當命運安排他遇見大恩時，大恩的善良與真心讓他破碎的心重新找回溫暖。 |
| 地球   | 火雞兄 | 高雄小混混 |
| 巨砲   | 火雞弟 | 高雄小混混 |
| 郭宇倫 |        | 喜歡Jessica |

## 獎項
| 年份 | 獎項                                     |
| ---- | ---------------------------------------- |
| 2012 | - 2012年金視奬頒獎典禮－最受歡迎電視劇獎 |

## 電視劇歌曲
- 主題曲：  -《躲猫猫》
- 片尾曲：江明娟 -《海是你》
- 插曲：  -《BUDDY》
- 插曲：溫嵐 -《傻瓜》

## 外部連結
- Astro 網站 （页面存档备份，存于）
- 家娛頻道 網站
- 中視網站

## 作品的變遷
| 中視數位台 每週一至週四 22:00 - 23:00    | 中視數位台 每週一至週四 22:00 - 23:00             | 中視數位台 每週一至週四 22:00 - 23:00 |
| ---------------------------------------- | ------------------------------------------------- | ------------------------------------- |
|                                          | 我和我的兄弟·恩 （2011年7月11日 - 2011年8月15日） |                                       |
| 藍海1加1 （2011年6月7日 - 2011年7月7日） | 男女生了沒 （2011年8月16日 - 2011年9月26日）      |                                       |